# Contea di Caltanissetta
La Contea di Caltanissetta (in latino Comitatus Caltanixette, in spagnolo Condado de Caltanageta), fu un'entità feudale costituita in Sicilia in epoca aragonese. Fu dominio feudale della famiglia Moncada dal 1407 al 1812.

## Territorio
Il territorio della Contea di Caltanissetta, al momento della sua soppressione avvenuta nel 1812, comprendeva quello della città di Caltanissetta, nella parte centrale della Sicilia, ed era costituito da 41 feudi: Antimello, Bifaria, Calasi, Cansirotta, Caristoppa, Cicuta Nuova, Cicuta Vecchia, Deliella, Deri, Draffù, Furiana, Gallidoro, Gebbia Rossa, Gibili Cabibbi, Giuffarrone, Giuffu Draffù, Grasta, Graziano, Grotta dell'Acqua, Grottarossa, Gurfo, Landri, Marcato Bianco, Marcato d'Arrigo, Marcato della Serra, Milicia, Mimiano, Misteci, Monte Canini, Musta, Musto Muxharo, Piscazzi Soprani, Piscazzi Sottani, Ramilia, Sabbucina, Salacio, San Martino, Torretta, Trabona, Trabunella, Xirbi.

## Storia

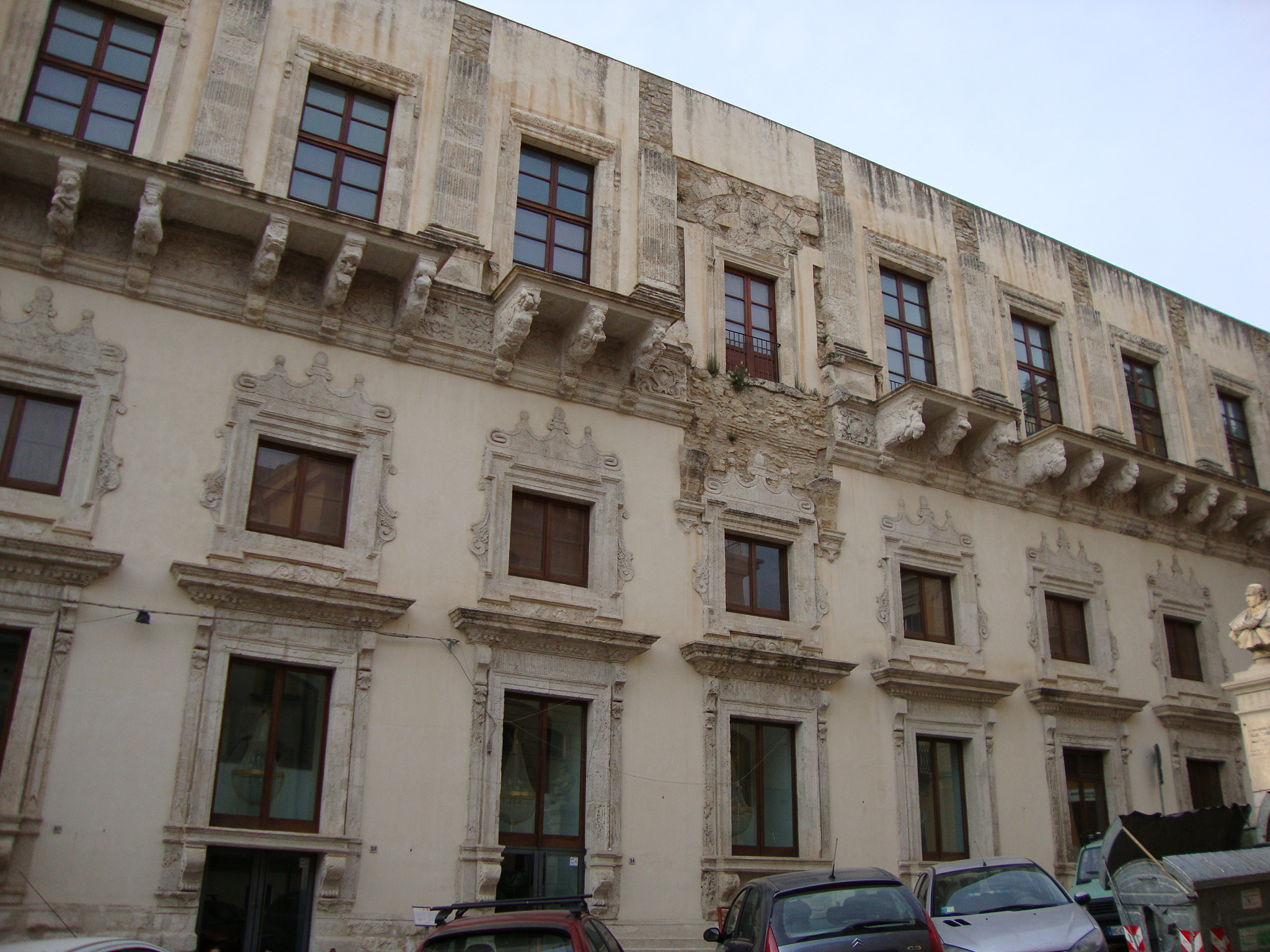
Palazzo Moncada a Caltanissetta

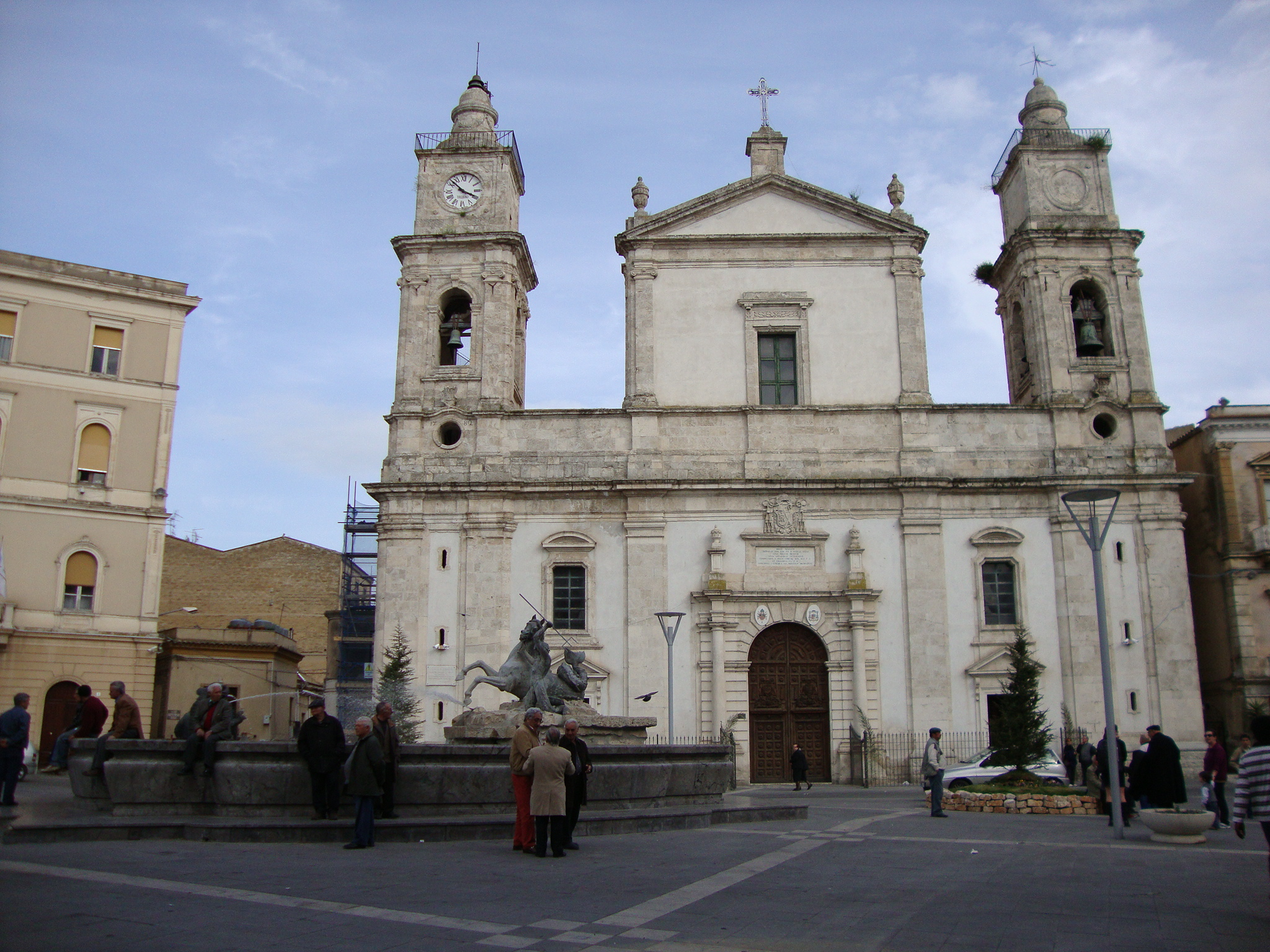
La Cattedrale di Caltanissetta

Il casale saraceno di Qal'at al-nisā' (قلعة النساء), nel Val di Mazara, fu espugnato dai Normanni nel 1086, e il sito divenne Caltanissetta ed infeudato da parte del Gran Conte Ruggero, che lo assegnò a Giordano d'Altavilla, suo figlio illegittimo, divenuto così signore della terra e del suo castello.
Dopo la morte di Giordano, avvenuta nel 1092, il dominio feudale su Caltanissetta passò agli altri discendenti del Gran Conte, che tennero fino alla seconda metà del XII secolo, in cui risulta infeudata a Goffredo di Montescaglioso. Il Montescaglioso fu tra i nobili isolani che capeggiò la rivolta scoppiata nel 1155 contro il re Guglielmo I di Sicilia, il quale gli tolse perciò il castello e la terra di Caltanissetta e li assegnò al cognato Enrico di Navarra. Caltanissetta fu probabilmente reintegrata al Regio Demanio in epoca sveva, e nuovamente infeudata in epoca angioina, quando il re Carlo d'Angiò nel 1266 tolse il dominio sull'isola agli Svevi: il castello e la terra nissena sarebbero stati assegnati al miles provenzale Fulcone da Poggio Riccardo o al francese Raul de Grollay, che della città divenne signore.
Dopo il passaggio della Sicilia sotto il dominio aragonese nel 1282, il re Pietro III d'Aragona assegnò la signoria su Caltanissetta al cavaliere Raimondo Alemanno di Cervellón, che dopo l'insediamento al trono dell'isola da parte di Federico, figlio del Re Pietro, nel 1296, fece ritorno in Aragona e restituì i suoi beni feudali siciliani alla Corona. L'Aragonese concesse la terra e il castello di Caltanissetta a Corrado Lancia, che con privilegio dato il 20 settembre 1296 fu investito del titolo di I conte di Caltanissetta. Il Lancia morì nel 1299 senza lasciare eredi maschi, e la Contea passò al nipote Pietro, figlio del fratello Manfredi.  Il medesimo conte Pietro Lancia, morì anch'egli in assenza di eredi maschi agli inizi del XIV secolo, e perciò i Lancia persero il dominio sulla Contea in favore degli Aragonesi, poiché la sua unica figlia Cesarea sposò Giovanni d'Aragona, marchese di Randazzo e figlio quartogenito del Re di Sicilia. Da detta unione nacquero tre figli, e di questi erede della Contea fu Eleonora, che sposò Guglielmo Peralta, conte di Caltabellotta, esponente di una tra le più potenti famiglie dell'isola. La Contessa Eleonora fu investita nel 1396 dal re Martino I di Sicilia, che gli concesse la contea nissena sua vita durante tantum e stabilì che al figlio Nicola Peralta d'Aragona, avuto dal marito Guglielmo, non potesse spettare se non quaternus de jure. Alla morte della Contessa avvenuta nel 1405, il Re di Sicilia confiscò la Contea di Caltanissetta ai Peralta perché ribelli, e reintegrata al Regio Demanio.
Nel 1406, Caltanissetta fu assegnata come signoria a Sancio Ruiz de Lihori, il quale la restituì poco tempo dopo alla Corona, che gli fece un'offerta di 20.000 fiorini. Il 25 giugno 1407, Matteo Moncada Alagona, stipulò un accordo con il sovrano aragonese che prevedeva la permuta della Contea di Agosta, di cui era titolare, con la terra e il castello Caltanissetta, su cui ottenne investitura col mero e misto imperio del titolo di conte. A Matteo Moncada succedero i figli Guglielmo Raimondo e Antonio, ma non avendo nessuno dei due lasciato discendenza maschile legittima, la Contea di Caltanissetta passò sotto il dominio dell'altro ramo dei Moncada, quello dei Conti di Adernò: Giovanni Tommaso Moncada Sanseverino, conte di Adernò, che ereditò il possesso dello Stato dal Conte Antonio, suo cugino, del medesimo prese investitura 12 luglio 1479. Il Conte di Adernò, tra i maggiori politici del Regno di Sicilia di metà XV secolo, già tempo prima aveva di fatto assunto il dominio della Contea di Caltanissetta, come dimostrato dall'atto del notaio Luigi Arcarolo di Paternò, fatto redigere il 27 settembre 1470. Lo stesso Giovan Tommaso, tra il 1471 e il 1486, fece redigere i capitoli riguardanti la universitas di Caltanissetta, un sistema di norme che regolamentavano la vita sociale ed economica della città. Nel 1493, il Moncada, per suoi gravi problemi finanziari, vendette il feudo Serradifalco a Niccolò Barresi dei signori di Pietraperzia.
Nel 1502, nuovi capitoli furono placitati dal conte Guglielmo Raimondo Moncada Ventimiglia, figlio di Giovanni Tommaso, a cui era succeduto dopo la sua morte avvenuta l'anno prima, e che aveva sposato Contissella Moncada Esfar, unica figlia del Conte Antonio. Nel 1511, gli succedette il figlio Antonio Moncada e Moncada, XI conte di Caltanissetta, e nel marzo-aprile 1516 in città si verificarono i primi tumulti contro il suo feudatario, di cui i cittadini lamentavano un atteggiamento dispotico e l'imposizione di gabelle elevate. La rivolta cessò con la stipula di nuovi capitoli tra il Conte e i rappresentanti della nobiltà civica nissena, che però nel 1548 si runì in consiglio per formulare al Viceré di Sicilia un'istanza per la devoluzione al demanio di Caltanissetta. La pacificazione tra i cittadini nisseni e il loro feudatario avvenne nel 1550, quando il potere fu assunto dal conte Francesco Moncada de Luna Rosso, figlio di Antonio, che nel 1565 ebbe pure concesso dal Re di Spagna il titolo di Principi di Paternò.
I Moncada, stabilirono a Caltanissetta la sede del loro potere e della loro corte, e la loro presenza venne ulteriormente rafforzata con Aloisia de Luna Vega, duchessa di Bivona dopo la morte del marito Cesare Moncada Pignatelli, II principe di Paternò avvenuta nel 1571, che l'anno prima aveva venduto i feudi nisseni di Graziano e Gallidoro. La Duchessa Aloisia elesse Caltanissetta a dimora ideale e oggetto principale di investimenti edilizi e decorativi: durante il periodo della sua reggenza, dispose la fondazione in città di un collegio di Padri gesuiti, la costruzione della Chiesa di Sant'Agata, il proseguimento dei lavori nella fabbrica della Matrice Nuova, l'ampliamento dell'ospedale - che da semplice ospizio si trasformò in struttura sanitaria sotto il controllo dei Fatebenefratelli - l'edificazione di una sfarzosa residenza suburbana nel vicino bosco di Mimiano. La medesima promosse un'azione culturale che rese la città centro di un'affollata corte di musici, letterati, pittori, orafi e argentieri, che, in concorrenza con quella bivonese della matrigna Angela La Cerda, trasformò in pochi decenni Caltanissetta da città rurale e feudal-militare in una capitale. I Principi di Paternò, pur avendo spostato la loro dimora al Palazzo Ajutamicristo di Palermo, acquistato nel 1588 dal principe Francesco Moncada de Luna Vega, figlio di Cesare e di Aloisia, mantennero comunque i legami con la città, come dimostra l'edificazione del Palazzo Moncada nel XVII secolo su commissione di Luigi Guglielmo Moncada La Cerda, V principe di Paternò. Tra tutti gli Stati feudali in possesso dei Moncada, la Contea di Caltanissetta era quello che fruttava al casato gli introiti più elevati derivanti dalle rendite: tra i secoli XVI e XVII, lo Stato comitale nisseno produsse ai Moncada un reddito feudale di circa 8.000 onze annuali, su un totale di circa 50.000.
Nel 1713, morì il principe Ferdinando Moncada Aragona, con cui si estinse il ramo primigenio dei Principi di Paternò, non avendo lasciato eredi maschi legittimi, ma una sola figlia legittima, Caterina Moncada Faxardo, coniugata con Giuseppe Federico Alvarez de Toledo, duca di Ferrandina, che in quanto erede universale gli succedette nel possesso dei feudi e dei titoli. Il cugino Luigi Guglielmo Moncada Branciforte, duca di San Giovanni, promosse una lite giudiziaria, che lo vide contrapposto alla figlia del Principe di Paternò, per impedire che tutti gli Stati feudali del casato passassero in dote agli Alvarez de Toledo. La vicenda si protrasse fino al 1752, quando fu emessa sentenza definitiva, ed in virtù del fidecommisso agnatizio mascolino stabilito dal conte Giovanni Tommaso Moncada nel 1501, la Gran Corte civile assegnò la Contea di Caltanissetta ai Duchi di San Giovanni, oltre al Principato di Paternò, ed altri importanti stati feudali come le baronie di Melilli e Motta Sant'Anastasia. Nel 1754, due anni dopo in cui lo Stato tornava in possesso dei Moncada, gli abitanti di Caltanissetta promossero una nuova causa per la riduzione al demanio della città, in cui giunsero perfino a contestare la legittimità della permuta stipulata nel 1407, giudicandola «ingiuriosa alla Maestà, che fu forzata a farla per timore del conte Matteo secondo, il quale in quelli tempi calamitosi si abusò delle strettezze in cui era la Maestà situata».
La fine del dominio feudale dei Moncada sulla Contea di Caltanissetta, coincise con la sua soppressione, avvenuta con l'abolizione del feudalesimo in Sicilia nel 1812, sancita con la promulgazione, nell'anno medesimo, della Costituzione siciliana, concessa dal re Ferdinando III di Borbone in risposta alla rivolta scoppiata nell'isola e all'avanzata napoleonica. Ultimo titolare del feudo fu Giovanni Luigi Moncada Ruffo, IX principe di Paternò.

## Cronotassi dei Conti di Caltanissetta

### Epoca feudale
I Contea di Caltanissetta
- Corrado I Lancia (1296-1299)
- Pietro Lancia (1299-?)
- Cesarea Lancia Alagona (?-1396)
- Eleonora d'Aragona (1396-1405)

II Contea di Caltanissetta
- Matteo Moncada Alagona (1407-1423)
- Guglielmo Raimondo Moncada d'Aragona (1423-1465)
- Antonio Moncada d'Aragona (1465-1479)
- Giovanni Tommaso Moncada Sanseverino (1479-1501)
- Guglielmo Raimondo Moncada Ventimiglia (1501-1510)
- Antonio Moncada Moncada (1510-1549)
- Francesco Moncada de Luna Rosso (1549-1566)
- Cesare Moncada Pignatelli (1566-1571)
- Francesco Moncada de Luna Vega (1571-1593)
- Antonio d'Aragona Moncada (1593-1627)
- Luigi Guglielmo Moncada La Cerda (1627-1672)
- Ferdinando Moncada Aragona Moncada (1672-1713)
- Caterina Moncada d'Aragona Fajardo (1713-1727)
- Francesco Rodrigo Moncada Ventimiglia (1747-1764)
- Giovanni Luigi Moncada Ventimiglia Ruffo (1764-1812)

### Epoca post-feudale
- Giovanni Luigi Moncada Ventimiglia Ruffo (1812-1827)
- Pietro Moncada Beccadelli di Bologna (1827-1861)
- Corrado Moncada Bajada (1861-1895)
- Pietro Moncada Starrabba (1895-1920)
- Ugo Moncada Valguarnera (1920-1946)

### Epoca post-monarchica
- Ugo Moncada Valguarnera dal(1946-1973)
- Pietro III Moncada Lanza Branciforte dal(1973-2001
- Francesco Moncada Lanza Branciforte dal(2001-2012)
- Ugo II Moncada Verde dal(2012-oggi)